# Courage Under Fire
Courage Under Fire is een Amerikaanse mystery-oorlogsfilm  uit 1996 geregisseerd door Edward Zwick. Hierin werkte hij voor de tweede keer met Denzel Washington als hoofdrolspeler, na Glory uit 1989. Ze werkten in 1998 opnieuw samen aan The Siege.

## Inhoud

### Proloog
Tijdens een missie in de Golfoorlog maakt een Amerikaans bataljon tanks 's nachts een fatale fout waarvoor luitenant-kolonel Nathaniel Serling (Denzel Washington) de verantwoordelijkheid draagt. Terwijl hij denkt dat zijn manschappen en hij hun opdracht volbracht hebben, openen Iraakse tanks die ze over het hoofd zagen het vuur op hen. In de verwarring die ontstaat, geeft hij de schutter van zijn tank de opdracht te vuren op de tank die hij in het vizier heeft. Dit blijkt een van de eigen tanks te zijn, waardoor hij zijn collega en vriend Tom Boylar (Tim Ransom) met eigen vuur om het leven brengt. Het ongeluk wordt in de doofpot gestopt. Serling wordt gedegradeerd en krijgt een bureaubaan bij het leger.

### Verhaal
Wanneer de oorlog afgelopen is, begint het Amerikaanse leger met onderzoeken naar de genomineerden om de Medal of Honor te ontvangen. De in de strijd omgekomen kapitein Karen Emma Walden (Meg Ryan) komt in aanmerking om als eerste vrouw ooit de onderscheiding toegekend te krijgen, postuum. De bemanning van een verwoeste UH-60 Black Hawk verklaart dat ze de strijd overleefd hebben puur door de heldhaftige inzet van de helikopterbemanning waaraan Walden leiding gaf en die haar zelf het leven kostte. Serling krijgt opdracht om te onderzoeken en verifiëren wat Walden precies deed. Hij gaat op pad om de verklaringen te noteren van Rady (Tim Guinee), Ilario (Matt Damon), John Monfriez (Lou Diamond Phillips) en Steven Altameyer (Seth Gilliam), haar bemanningsleden die wel overleefden en uit eerste hand kunnen vertellen wat er precies gebeurd is. Er wordt niettemin druk op hem gezet om voort te maken, want het Witte Huis ziet het helemaal zitten om de toekenning van de Medal of Honor aan de eerste vrouw groots in de publiciteit te brengen. Daarnaast blijkt journalist Tony Gartner (Scott Glenn) zich in Serling zelf als onderwerp vastgebeten te hebben. Hij weet van Serlings vergissing die Boylar het leven kostte en wil hem hierover spreken.
Rady vertelt Serling dat Walden een heldin was en de enige reden dat hijzelf levend thuis is gekomen. Hun helikopter werd belaagd door een vijandelijke tank, maar die schakelden ze uit door een vat brandstof erop te gooien en vervolgens daarop te schieten. Vanaf het moment dat ze neergestort waren, weet hij niets meer tot het moment dat hij drie dagen later wakker werd in het ziekenhuis. Wanneer Serling vervolgens met hospik Ilario gaat praten, heeft die eveneens niets dan goede woorden voor haar over, alleen beginnen Serling kleine tegenstrijdigheden in de verschillende verklaringen op te vallen. De bemanning van de blackhawk wist zeker dat het schoten uit een M16 hoorde, maar volgens Ilario kan dat niet omdat de munitie daarvoor op was. Daarnaast verklaart Ilario dat hij een afscheidsbrief van Walden aan haar vader Joel (Ken Jenkins) en moeder Geraldine (Kathleen Widdoes) bezorgd heeft, maar die blijken van niets te weten. Monfriez vertelt Serling dan een heel ander verhaal dan zijn voorgangers over Walden. Volgens hem was ze bang, wilde ze de blackhawk-mensen niet helpen tot ze overgehaald werd en was ze na het neerstorten verstijfd van angst. Rady en Ilario vertelden dat Walden omkwam toen ze hen dekte terwijl ze naar de evacuatiehelikopter renden, maar volgens Monfriez stierf ze omdat ze daar zelf niet naartoe durfde lopen onder vijandelijk vuur.
Het is Serling duidelijk dat het verhaal van minimaal één persoon niet klopt. Hij wil het tot op de bodem uitzoeken, maar zijn meerderen verliezen in rap tempo hun geduld en willen dat hij zijn rapport snel afrondt. Omdat hij weigert een onvolledig onderzoek te doen, wordt hij van de zaak afgehaald. Hij blijft op eigen houtje niettemin doorzoeken en vraagt journalist Gartner hem te helpen. Intussen krijgt Serling steeds meer last van flashbacks naar en nachtmerries over het incident waarbij Boylar de dood vond. De herinneringen vreten aan hem en hij kan het steeds slechter verteren dat Boylars ouders de waarheid niet weten. Hij wil ze zelf gaan vertellen over zijn fout, maar moet zijn mond houden van zijn meerderen totdat alle onderzoeken zijn afgerond. Wanneer Gartner uitvindt dat de vermiste Altameyer in een ziekenhuis ligt, blijkt die zo'n vergevorderde darmkanker te hebben, dat hij Serling door de pijn en medicatie weinig kan vertellen. Zijn bezoek maakt hem wel duidelijk dat Altameyer destijds iets gezien heeft dat hem zwaar getraumatiseerd heeft.
Omdat Ilario spoorloos verdwenen blijkt te zijn, bezoekt Serling opnieuw Monfriez. Die bevestigt dat er iets ergs gebeurd is, maar weigert erover te praten en wil dat Serling het laat rusten. Voor diens ogen rijdt Monfriez met zijn auto de treinrails op en slaat hij met opzet te pletter tegen een tegemoetkomende trein. Serling merkt op zijn memorecorder dat Ilario hem een hint heeft gegeven dat hij te vinden is bij het zomerhuis van zijn ouders, zoals altijd wanneer hij tijdens zijn jeugd even wilde verdwijnen. Hij zit Serling daar op te wachten om hem te vertellen wat er echt is gebeurd met Walden. Ilario heeft zelf zijn trauma daarover jarenlang weggedrukt door heroïne te spuiten, tussen zijn tenen zodat niemand bij de krijgsmacht ooit naaldwondjes zag.
Ilario vertelt dat Walden een heldin was. Op haar initiatief zijn ze met hun helikopter de bemanning van de blackhawk gaan helpen en daardoor zelf neergehaald. Op de grond raakte Rady zo gewond dat hij was overgeleverd aan de anderen. Monfriez vond dat ze zonder Rady verder moesten, maar Walden weigerde iemand van haar team op te geven. Ze nam Monfriez onder schot en eiste dat hij zijn wapen inleverde. Toen ze een Iraakse soldaat achter hem zag opduiken, schoot ze die neer. Monfriez had haar ook onder schot en interpreteerde haar actie verkeerd. In een reactie schoot hij Walden in haar buik. Ze verzekerde hem dat hij daarvoor later rekenschap zou moeten afleggen aan de krijgsraad. Toen de reddingshelikopter arriveerde, gaf Walden haar mensen het bevel allemaal ernaartoe te gaan en Rady mee te nemen. Zij zorgde voor dekking met de M16. Wanneer iedereen veilig was, moesten ze maar een brancard voor haar sturen. Monfriez vertelde de evacueerders niettemin dat Walden gestorven was en dat ze konden opstijgen, om zo aan de krijgsraad te ontkomen. Eenmaal in de lucht werd het gebied aangepakt met napalm. Het is onzeker of Walden op dat moment nog leefde, maar daarna was ze zeker dood.
Serling levert zijn volledige rapport in over Walden. Hij vertelt zijn meerderen samen met Gartner dat hij de ouders van Boylar eerlijk gaat vertellen hoe hun zoon omkwam. De legerleiding vertelt ze dat niemand het zal geloven en dat zij alles zullen ontkennen. Serling heeft Gartner niettemin een bandje gegeven met de opnames van de communicatie tussen de tanks tijdens die noodlottige avond, waarop precies te horen is hoe alles in zijn werk ging. Hij weigert mee te werken aan nog een doofpotaffaire. Gartner gaat over alles publiceren.

## Rolverdeling
| Acteur               | Personage             |
| -------------------- | --------------------- |
| Denzel Washington    | Nathaniel Serling     |
| Meg Ryan             | Karen Emma Walden     |
| Lou Diamond Phillips | John Monfriez         |
| Michael Moriarty     | Hershberg             |
| Matt Damon           | Ilario                |
| Bronson Pinchot      | Bruno                 |
| Seth Gilliam         | Steven Altameyer      |
| Regina Taylor        | Meredith Serling      |
| Željko Ivanek        | Ben Banacek           |
| Scott Glenn          | Tony Gartner          |
| Sean Patrick Thomas  | Thompson (filmdebuut) |
| Bruce McGill         | McQuillan             |

## Prijzen en nominaties
- 1997 - ASCAP Award
  - Gewonnen: Beste muziek (James Horner)
- 1997 - Blockbuster Entertainment Award
  - Gewonnen: Beste mannelijke bijrol in een drama (Lou Diamond Phillips)
- 1997 - Image Award
  - Gewonnen: Beste acteur (Denzel Washington)
  - Genomineerd: Beste film
  - Genomineerd: Beste vrouwelijke bijrol (Regina Taylor)
- 1997 - Lone Star Film & Television Award
  - Gewonnen: Beste film
  - Gewonnen: Beste regisseur (Edward Zwick)
  - Gewonnen: Beste acteur (Denzel Washington)
  - Gewonnen: Beste mannelijke bijrol (Lou Diamond Phillips)
  - Gewonnen: Beste script (Patrick Sheane Duncan)
- 1997 - SEFCA Award
  - Gewonnen: Beste acteur (Denzel Washington)